# Punho

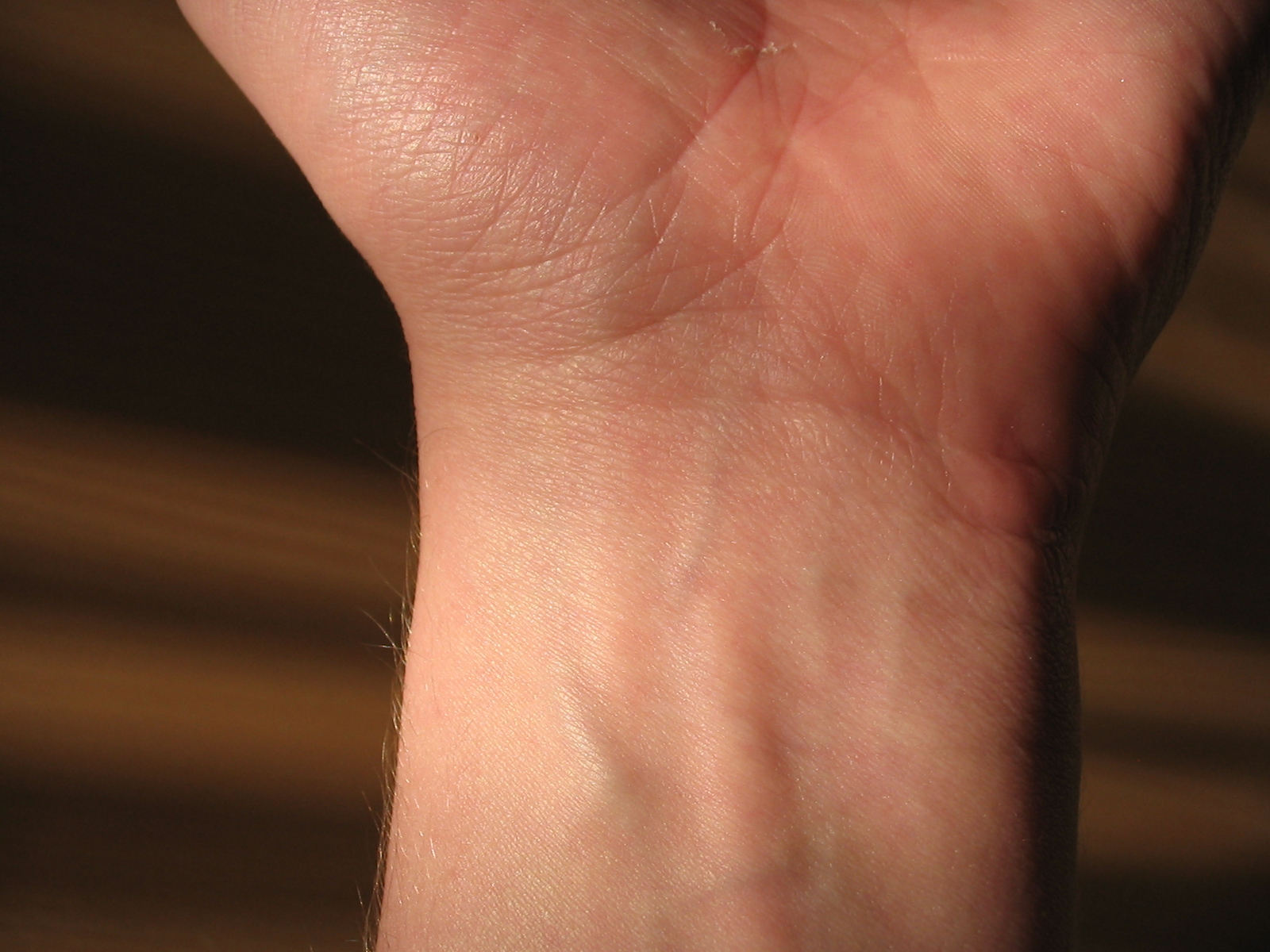
Um punho ou pulso humano

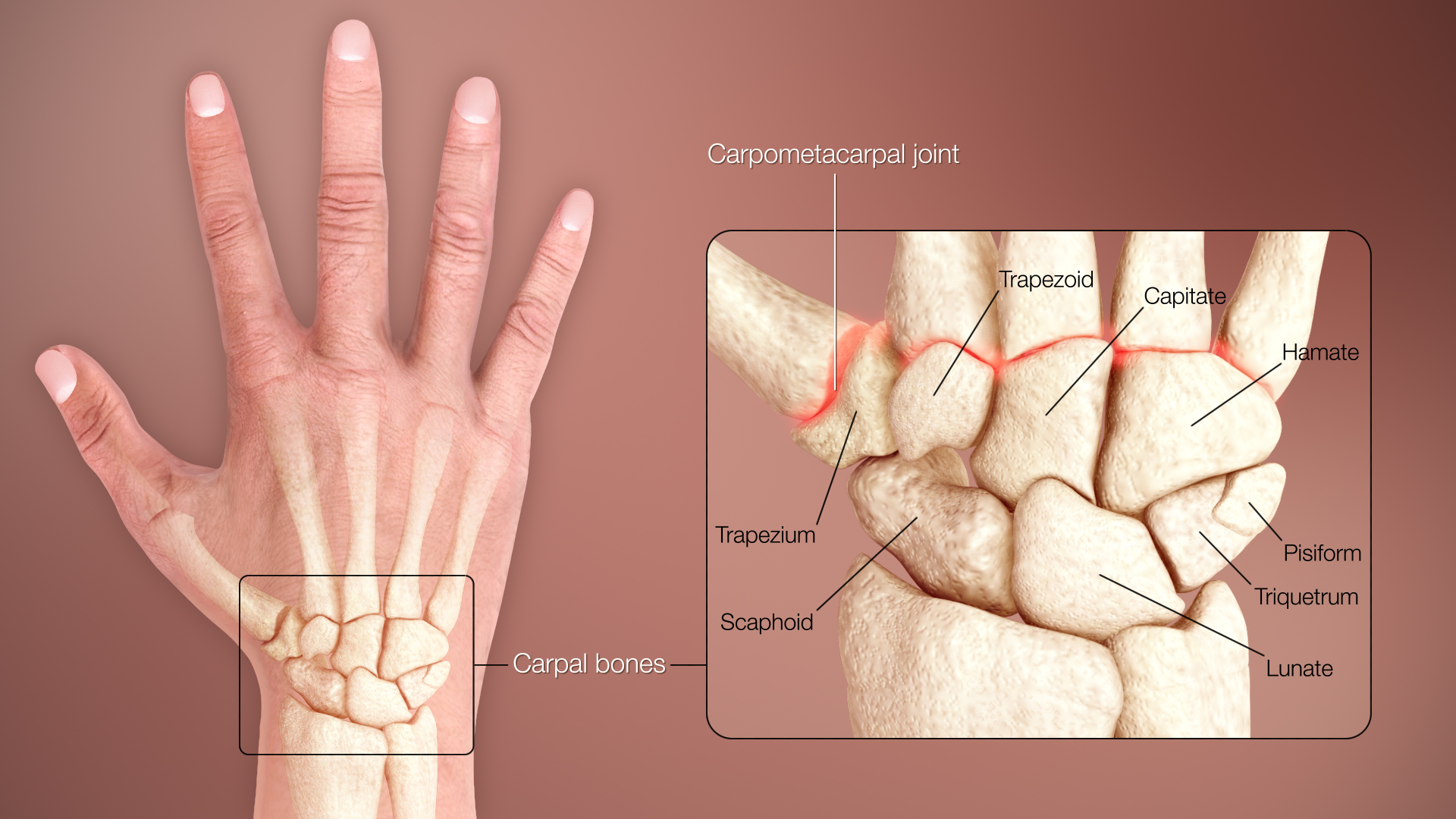
Ossos do carpo

Punho  ou pulso é a parte dos membros superiores situada entre o antebraço e a mão. É constituído pela articulação radiocárpica e cubitocárpica, pelo carpo respetivos tecidos moles.
Em extensão, um punho também é uma mão fechada, isto é, com os dedos contraídos em direção a palma. Os punhos são utilizados tipicamente em combates desarmados, tais como o boxe. 
É composto pelos ligamentos:
- colateral radial do carpo;
- colateral ulnar do carpo;
- radiocárpicos palmar e dorsal;

Além de uma cápsula articular envolvendo uma articulação e prendendo a extremidade distal do rádio da ulna e dos ossos carpais distais.